# Olidebron
Olidebron är en gång- och cykelbro av dubbelklafftyp i stål, över Trollhätte kanal i Trollhättan. Den konstruerades av företaget Svenska Teknikingenjörer och stod klar 2016. Bron leder över Bergkanalen mellan Åkersjövägen och Kyrkbrovägen, i höjd med Innovatum.

## Ny lokalisering
Bron planeras att rivas omkring 2029 i samband med anläggning av nya slussar i Trollhätte kanal och breddning av Bergkanalen. Planen är (2025) att bron ska flyttas till Vänersborg, där den ska placeras omedelbart söder om järnvägsbron mellan Vänersborgs centrum och Blåsut.
Som ersättning för Olidebron planeras en ny öppningsbar bro för bil-, cykel- och gångtrafik ("Västergärdetbron") över Bergkanalen mellan Västergärdet och Åkersjövägen i höjd med Gunnar W Anderssons passage vid Innovatum. Inriktningen är att bron ska ha dubbelriktad biltrafik samt en omkring tre meter bred gång- och cykelväg på brons norra/nordöstra sida.